# Takumi Shima
Takumi Shima (født 3. oktober 1967) er en tidligere japansk fodboldspiller.
Han har spillet for flere forskellige klubber i sin karriere, herunder Sanfrecce Hiroshima.